# Alapakkam
Alapakkam è una suddivisione dell'India, classificata come census town, di 5.421 abitanti, situata nel distretto di Kanchipuram, nello stato federato del Tamil Nadu. In base al numero di abitanti la città rientra nella classe V (da 5.000 a 9.999 persone).

## Geografia fisica
La città è situata a 12° 41' 35 N e 79° 59' 55 E.

## Società

### Evoluzione demografica
Al censimento del 2001 la popolazione di Alapakkam assommava a 5.421 persone, delle quali 2.871 maschi e 2.550 femmine. I bambini di età inferiore o uguale ai sei anni assommavano a 531, dei quali 265 maschi e 266 femmine. Infine, coloro che erano in grado di saper almeno leggere e scrivere erano 3.912, dei quali 2.261 maschi e 1.651 femmine.